# Miss Congeniality 2: Armed and Fabulous
Miss Congeniality 2: Armed and Fabulous (bra: Miss Simpatia 2 - Armada e Poderosa; prt: Miss Detective 2: Armada e Fabulosa) é um filme de comédia de ação de 2005, dirigido por John Pasquin e estrelado por Sandra Bullock e Regina King. Esta é uma sequência do filme Miss Congeniality, de 2000.
Miss Simpatia 2 foi lançada pela Warner Bros. Pictures em 24 de março de 2005 e arrecadou mais de 101 milhões de dólares no mundo todo, tendo recebido críticas negativas.

## Enredo
Várias semanas após os eventos do primeiro filme, em que a agente do FBI Gracie Hart se infiltrou no concurso de beleza Miss Estados Unidos, sua fama recém-descoberta resulta em seu disfarce sendo descoberto enquanto ela está tentando evitar um assalto a banco.
Para capitalizar a publicidade da Gracie, o FBI decide fazer dela a nova "cara" do FBI. Depois de ser dispensada pelo namorado, o agente Eric Matthews (que é transferido para Miami), Gracie concorda com a mudança. Quando a agente do FBI Sam Fuller é transferida de Chicago para Nova Iorque, Gracie não se dá bem com ela. O sentimento parece ser mútuo, já que o FBI eventualmente faz a Sam a guarda-costas de Gracie, para desgosto de Sam.
Dez meses depois, Gracie começa a aparecer em programas matinais de televisão, como Live with Regis e Kelly, The Oprah Winfrey Show e The Food Channel, dando conselhos de moda e promovendo seu livro.
No entanto, quando os amigos de Gracie, Cheryl Fraser (a atual Miss Estados Unidos) e Stan Fields, são sequestrados em Las Vegas, ela vai disfarçada para tentar resgatá-los, acompanhada por Sam que está seguindo sua própria pista após imagens de vídeo do sequestro sugerirem que Fields era o alvo em vez de Cheryl. Isso coloca Gracie em desacordo com o FBI, que não está disposto a perder seu mascote e não tem certeza se ela ainda está à disposição da tarefa.
Os sequestradores movem Cheryl e Stan para o navio no Treasure Island Hotel and Casino que eles planejam afundar. Logo depois, Gracie, Sam e Joel (o novo estilista da Gracie) chegam ao Oasis Drag Club, onde acabam cantando músicas de Tina Turner e recebem a localização de Cheryl e Stan por uma concorrente vestida de Dolly Parton. Cabe então à Gracie salvar o dia mais uma vez, desta vez com a ajuda da agente Sam.[carece de fontes?]

## Elenco
- Sandra Bullock como Gracie Hart
- Regina King como Samantha "Sam" Fuller
- Enrique Murciano como Jeff Foreman
- William Shatner como Stan Fields
- Ernie Hudson como McDonald
- Heather Burns como Cheryl Frazier (Miss Estados Unidos)
- Diedrich Bader como  Joel
- Treat Williams como Collins
- Abraham Benrubi como Lou Steele
- Nick Offerman como Karl Steele
- Eileen Brennan como Carol Fields
- Elisabeth Röhm como Janet
- Leslie Erin Grossman como Pam
- Lusia Strus como  Janine
- Molly Gottlieb como Priscilla
- Susan Chuang como Tobin
- Stephen Tobolowsky como Tom Abernathy
- Dolly Parton como ela mesma
- Christopher Ford como Jason
- Regis Philbin como ele mesmo
- Joy Philbin como ela mesma
- Octavia Spencer como Octavia
- Ross Adam como Brian Cosford

## Dublagem brasileira
- Gracie Hart:Sheila Dorfman[6]
- Sam Fuller:Iara Riça[6]
- Jeff Foreman:Marco Ribeiro[6]
- Harry Mcdonald:Mauricio Berger[6]
- Cheryl Frazier:Mabel Cezar[6]
- Joel Meyers:Eduardo Borgerth[6]

## Produção
Sandra Bullock e o roteirista Marc Lawrence inicialmente não tinham planos de uma sequência. Enquanto trabalhavam em Two Weeks Notice, Bullock e Lawrence brincavam sobre ideias para uma sequência de Miss Simpatia, algumas das quais "não eram tão exageradas", segundo Bullock. Las Vegas foi destaque em uma versão inicial do primeiro filme, mas acabou ficando fora do roteiro. Uma sessão de cinco semanas no sul de Nevada começou em 12 de abril de 2004. Cerca de metade das cenas do filme estava programada para ser filmada em Las Vegas.
Os principais locais de filmagem incluíram os resorts Treasure Island e The Venetian.
Outros locais de filmagem incluíram o Welcome to Fabulous Las Vegas e o Klondike Hotel and Casino. Em maio de 2004, as filmagens ocorreram no Tribunal do Distrito Federal Lloyd D. George, que serviu como sede de FBI para o filme. As filmagens em Las Vegas foram concluídas em meados de maio de 2004 e se mudaram para Los Angeles para seis semanas de filmagens, seguidas por uma breve filmagem em Nova York. Bullock também produziu o filme, e disse: "Foi uma experiência esquizofrênica. Há momentos em que prefiro estar atuando".

## Recepção

### Bilheteria
O filme arrecadou 101 milhões de dólares em todo o mundo.

### Crítica
Alcançou uma pontuação de 34 de 100 no Metacritic, baseada em críticas de 33 críticos, indicando "críticas geralmente desfavoráveis". Recebeu um índice de aprovação de 15% no agregador de revisões Rotten Tomatoes com base em 147 opiniões. O consenso crítico diz: "Sandra Bullock ainda é tão atraente como sempre; pena que o filme não é material de concurso". O público através doo CinemaScore deu ao filme uma nota B.
Robert Koehler, da Variety, chamou o filme de "manco e inofensivo". Roger Ebert, do Chicago Sun-Times, chama a sequência de "duplamente desnecessária" e diz que "não há uma boa razão para ir e realmente vê-la".